# Пшибернув (гмина)
Пшибернув (пол. Przybiernów) — сельская гмина (волость) в Польше, входит как административная единица в Голенювский повет, Западно-Поморское воеводство. Население — 5181 человек (на 2013 год).